# たみおのしあわせ
『たみおのしあわせ』は、2008年7月19日に公開された日本映画。

## 概要
岩松了によると、オダギリジョーと麻生久美子とが共演する劇映画の構想は、『時効警察』以前からあったという。

## ストーリー
数々のお見合いを断ってきた上、恋愛に関しては晩熟な青年・神埼民男。その息子に結婚してもらいたくて自分の幸せを後回しにしてきた父・伸男。
ある日、民男は三枝瞳とお見合いをする。お見合いは成功し交際をスタートさせ、遂に結婚を控えるまでになった。一方、伸男は部下の宮地雪江と交際していたが、民男には秘密にしていた。
そんな中、ニューヨークから帰ってきた親戚の透が神埼家に居つく。

## キャスト
- 神埼民男：オダギリジョー
- 三枝瞳：麻生久美子
- 神埼伸男：原田芳雄
- 宮地雪江：大竹しのぶ
- 神埼透：小林薫
- 変な男：忌野清志郎
- 宗形：石田えり
- レイコ：冨士眞奈美
- 光石研
- 三木聡
- 江口のりこ
- 永田良輔
- 田中哲司
- 横山道代

ほか

## スタッフ
- 監督・脚本：岩松了
- 製作：甲斐真樹、永田勝治、若杉正明
- エグゼクティブプロデューサー：甲斐真樹、國實瑞惠
- プロデューサー：スージュン
- 音楽：勝手にしやがれ
- 撮影：山崎裕
- 照明：尾下栄治
- 録音：田中靖志
- 美術：松尾文子
- 編集：大重裕二
- 衣装デザイン：宮本まさ江
- ヘアメイク：豊川京子
- VFXスーパーバイザー：小田一生
- 音響効果：斎藤昌利
- スクリプター：岩倉みほ子
- 助監督：蔵方正俊
- 製作：スタイルジャム、メディアファクトリー、ビーワイルド
- 配給：スタイルジャム

## DVD
- たみおのしあわせ（2009年2月6日発売）

## 脚註